# Аппий Анний Галл
Аппий Анний Галл (лат. Appius Annius Gallus) — римский политический деятель и сенатор середины I века.
В 67 году, в правление императора Нерона, Галл занимал должность консула-суффекта вместе с Луцием Аврелием Приском.
В год четырёх императоров Галл становится союзником Отона и помогает ему убить предыдущего императора. Затем он служил в качестве легата во время похода против Авла Вителлия в Северную Италию.
Галл был отправлен Отоном взять под контроль берег реки По с несколькими отрядами и занял оборонительную позицию вокруг Мантуи. Когда военачальник Вителлия Авл Цецина Алиен попытался штурмовать Плацентию, обороняемую Титом Вестрицием Спуринной, Галл пришёл на помощь последнему с отрядом своей армии, чтобы спасти город.
В апреле армии Отона и Вителлия маневрируют, чтобы получить стратегическое преимущество, и Галл готовит своих людей к тому, чтобы идти к главному лагерю в Бедриак. Он получил травму, неудачно упав с лошади, однако смог присутствовать на последнем военном совете. Анний Галл не участвовал в сражении при Бедриаке, а затем попытался собрать всё то, что осталось от легионов Отона, но не смог помешать Отону покончить жизнь самоубийством.
Во время краткого правления Вителлия Анний Галл отошёл от общественной жизни. После гибели Вителлия в конце 69 года императором стал Веспасиан. Анний Галл был отправлен им на подавление восстания Гая Юлия Цивилиса в Верхней Германии в качестве помощника Квинту Петиллию Цериалу. Галл воевал с лингонами, а Цериал с тревирами. В результате двум военачальникам удалось восстановить мир в провинции. После подавления восстания Анний Галл остался в хороших отношениях с правящей династией Флавиев.
Его сыном был консул 108 года Публий Анний Требоний Галл.